# دانيال دي ليون (لاعب كرة قدم)
دانيال دي ليون (بالإنجليزية: Daniel De Leon) هو لاعب كرة قدم أمريكي في مركز الدفاع، ولد في 6 نوفمبر 2000 في تشسكا في الولايات المتحدة. لعب مع نيو يورك ريد بولز 2.